# Werner Correll
Werner Correll (* 29. Juni 1928 in Wasseralfingen; † 18. November 2018 in Lich) war ein deutscher Psychologe, der sich mit Verhaltens-, Motivations- und Lernpsychologie befasst hat. Correll war bis zu seiner Emeritierung Ordinarius für Pädagogische Psychologie an der Universität Gießen und leitete als Vertreter einer behavioristischen Lernpsychologie das Institut für Programmiertes Lernen der Hochschule.

## Leben
Correll absolvierte zunächst ein Lehramtsstudium und wurde anschließend im Schuldienst tätig. Von 1951 bis 1952 studierte er erneut in den USA und dann von 1953 bis 1957 Pädagogik, Psychologie, Philosophie und Anglistik an der Universität Tübingen. 1957 legte er das Staatsexamen ab und promovierte. 1957 bis 1958 war er Wissenschaftlicher Assistent an der Hochschule für Internationale Pädagogische Forschung in Frankfurt am Main. Im Anschluss war er bis 1960 Dozent in der württembergischen Lehrerausbildung. Von dort ging an die Hochschule Flensburg, wo er 1961 zum Professor ernannt wurde. Von 1963 bis 1964 hatte er einen Forschungsauftrag an der Harvard University in Cambridge (Massachusetts). Nach seiner Rückkehr 1964 wurde er ordentlicher Professor für Pädagogische Psychologie an der Universität Gießen.
In den 1960er Jahren entwickelte er eine Leselernmaschine nach amerikanischen Vorbildern und setzte den Transfer des lerntheoretisch „programmierten Unterrichts“ in die westdeutsche Schulpädagogik mit in Gang. Correll war mit Burrhus Frederic Skinner (1904–1990) befreundet, dem amerikanischen Behavioristen und Erfinder des Programmierten Lernens, mit dem er auch gemeinsam publizierte, und schrieb das Nachwort zur posthum veröffentlichten deutschen Neuübersetzung von Skinners utopischem Roman Walden Two. In der breiteren Öffentlichkeit erlangte er einige Bekanntheit durch populärwissenschaftliche Buchveröffentlichungen und Vorträge im Bereich Wirtschaftspsychologie und Coaching und war als Berater in Wirtschaft und Politik tätig.

## Schriften (Auswahl)
- Menschen durchschauen und richtig behandeln. Psychologie für Beruf und Familie. 18. überarbeitete Auflage, Moderne Verlags Gesellschaft (MVG): Heidelberg 2009 (Erstauflage 1991). ISBN 3636072005.
- Motivation und Überzeugung in Führung und Verkauf . Redline Wirtschaftsverlag, 2006. ISBN 9783636013460
- Lernschwächen und Leistungsstörungen erkennen und überwinden. Moderne Verlags Gesellschaft, 1989.
- Verstehen und lernen. Moderne Verlags Gesellschaft, 1987.
- Persönlichkeitspsychologie. Ludwig Auer Verlag, 1976.
- Mit U. Jung. Zur Theorie und Praxis des programmierten Lernens. Wissenschaftliche Buchgesellschaft, 1975.
- 1974: John Dewey. Psychologische Grundfragen der Erziehung. Der Mensch und sein Verhalten. Erfahrung und Erziehung, München/Basel: Ernst Reinhardt (UTB, 331), ISBN 3-497-00722-6.
- Lernen und Verhalten. Fischer Taschenbuch Verlag, Frankfurt am Main 1972.
- Lernen und Verhalten: Grundlagen der Optimierung von Lernen und Lehren. Fischer Taschenbuch Verlag, 1971.
- Lernpsychologie. Ludwig Auer Verlag, 1970.
- Lernen und Lehren im Vorschulalter. Ludwig Auer Verlag, 1970.
- Mit ? Hagenmaier, Brigitte van Veen-Bosse. Die Anthropologie John Deweys und ihre Bedeutung für die Pädagogik. 1968.
- Pädagogische Verhaltenspsychologie. E. Reinhardt Verlag, 1967.
- Mit Burrhus Frederic Skinner. Denken und Lernen: Beiträge der Lernforschung zur Methodik des Unterrichts. Westermann Verlag, 1967.
- Einführung in die pädagogische Psychologie. Ludwig Auer Verlag, 1966.
- Mit J. Dewey und Oscar? Handlin. Reform des Erziehungsdenkens. Beltz, 1966.
- Programmiertes Lernen und Lehrmaschinen. Westermann, 1965.
- Programmiertes lernen und schöpferisches denken. E. Reinhardt, 1965.
- Mit T. Hagenmaier und Brigitte van Veen-Bosse. Neue Aspekte der Reformpädagogik. Quelle & Meyer, 1964.
- Lernpsychologie: Grundfragen und pädagogische Konsequenzen. Auer, 1963.
- mit O. Handlin?. Reform des Erziehungsdenkens: eine Einführung in John Deweys Gedanken zur Schulreform. Weinheim: Julius Beltz, 1963 u. ö.
- Lernstörungen beim Schulkind. Ludwig Auer Verlag, 1962.
- Lernpsychologie: Grundfragen und pädagogische Konsequenzen der neueren Lernpsychologie. Ludwig Auer Verlag.